# Aleksandr Szyrszow
Aleksandr Siergiejewicz Szyrszow (ros. Александр Сергеевич Ширшов, ur. 25 sierpnia 1972 w Moskwie) – rosyjski szablista,  reprezentujący też ZSRR i WNP, złoty medalista olimpijski i czterokrotny medalista mistrzostw świata.
Na igrzyskach olimpijskich w Barcelonie w 1992 roku reprezentacja WNP w składzie: Grigorij Kirijenko, Aleksandr Szyrszow, Heorhij Pohosow, Wadym Hutcajt i Stanisław Pozdniakow zdobyła drużynowo złoty medal. W zawodach indywidualnych zajął trzynaste miejsce. Były to jego jedyne starty olimpijskie.
Podczas mistrzostw świata w Budapeszcie w 1991 roku wspólnie z Grigorijem Kirijenko, Wadymem Hutcajtem, Samirem Ibragimowem i Andriejem Alszanem zdobył srebrny medal w zawodach drużynowych. W tej samej konkurencji zdobywał następnie złoty medal na mistrzostwach świata w Atenach (1994) oraz srebrne podczas mistrzostw świata w Hadze (1995) i mistrzostw świata w Kapsztadzie (1997).
Na mistrzostwach Europy w Funchal w 2000 roku zdobył złoto w drużynie.
Jego żoną, Oksana Jermakowa, także uprawiała szermierkę.